# Ammodytoides xanthops
Ammodytoides xanthops är en fiskart som beskrevs av Randall och Phillip C. Heemstra 2008. Ammodytoides xanthops ingår i släktet Ammodytoides och familjen tobisfiskar. Inga underarter finns listade i Catalogue of Life.